# Indantreen
Indantreen is de merknaam van een synthetische blauwe kleurstof waarmee katoen wordt geverfd. Het is een blauwe, wateronoplosbare kristallijne vaste stof. Het is ook een pigment in verven en lakken.
Indantreen is een merknaam van BASF, maar de stof wordt door vele andere producenten verkocht onder andere merknamen. Een algemene aanduiding is indantron of indanthrone. Ze werd in januari 1901 voor het eerst bereid door de Duitse scheikundige René Bohn (1862-1922) in een bewuste poging een synthetische vervanger voor indigo te vinden. De naam is een samentrekking van "indigo" en "anthraceen".

## Synthese
Indantreen wordt bereid door 2-aminoantrachinon te smelten bij 200 tot 300 °C in aanwezigheid van kaliumhydroxide en een kaliumzout. Twee moleculen 2-aminoantrachinon dimeriseren daarbij via hun aminegroepen, met vrijstelling van waterstofgas.

## Toepassingen
Indantreen is een zogenaamde kuipkleurstof (Engels: vat dye). Om de kleurstof op de (katoen)vezel aan te brengen, moet ze eerst met een alkalische reductor omgezet worden in een gereduceerde of leuko-vorm. Deze is wel oplosbaar en in zo'n alkalische oplossing of kuip kan men de vezels verven. De gereduceerde vorm heeft een grote affiniteit voor de vezel en hecht er beter aan vast. Nadien wordt door middel van een oxidator de leukovorm weer omgezet tot de oorspronkelijke vorm. De kleuring met indantreen is kleurecht en langdurig bestand tegen licht en wassen.
Indantreen was de eerste kuipkleurstof op basis van antrachinon. De productie van de antrachinon-kuipkleurstoffen groeide sterk na de Tweede Wereldoorlog, dankzij de beschikbaarheid van synthetisch ftaalzuuranhydride, waarmee synthetisch antrachinon en antrachinonderivaten worden bereid.
In de jaren vijftig van de twintigste eeuw kwam indantreen ook beschikbaar als pigment. De toepassing is in die vorm zeer overwegend industrieel. Het wordt gebruikt in allerlei coatings en autolakken. In de schilderkunst is het pigment nooit populair geworden, hoewel de meeste producenten van verven voor kunstschilders het wel in het assortiment hebben. Indantreen is roder, duurder en minder verzadigd dan ftalocyanine.

## Pigmenteigenschappen
Indantreen is zeer lichtecht. Het bloedt niet. Het is hittebestendig tot 250 °C. Het kleurend vermogen is groot. Het is een halfdekkend tot glacerend pigment. In olieverf heeft het veel lijnolie nodig wat de droogtijd lang maakt. In aquarel verliest het snel aan verzadiging bij het opdrogen.